# Friuli occidentale
Il Friuli Occidentale è un'area geografica del Friuli, posta fra i fiumi Tagliamento e Livenza, comprendente i territori della ex provincia di Pordenone e dall'ex mandamento di Portogruaro. Vi si parlano le varianti occidentali della lingua friulana e, nella parte sudoccidentale, il Veneto nelle sue varianti orientali e coloniali.

## Storia
Il Friuli Occidentale ha sempre condiviso la storia col resto del Friuli Centrale o Udinese. Il territorio portogruarese è divenuto parte della provincia di Venezia nel 1838, mentre la provincia di Pordenone fu istituita nel 1968 per distacco da quella di Udine.